# Kuklen
Kuklen (bulharsky Куклен) je město ve středním Bulharsku, ležící na severovýchodních svazích Západních Rodopů. Žije tu přibližně 6 100 obyvatel.
Jde o správní středisko stejnojmenné obštiny v Plovdivské oblasti.

## Historie
Nejstarší zmínka pod názvem Kükline pochází z roku 1488. Zdejší obyvatelstvo bylo řecké a ves nazývali Kuklena (řecky Κούκλενα), což se připomíná v roce 1576. V rámci výměny obyvatelstva mezi Řeckem a Bulharskem v letech 1925 – 1927 sem přišli bulharští osídlenci. Městem je od roku 2006.

## Obyvatelstvo
K 15. září 2024 ve městě žilo 6 087 obyvatel a bylo zde trvale hlášeno 7 338 obyvatel. Podle sčítání 1. února 2011 bylo národnostní složení následující:
- Bulhaři: 3 061 (56.3 %)
- Turci: 1 749 (32.2 %)
- Romové: 516 (9.5 %)
- ostatní[p 2]: 110 (2.0 %)